# Forrest Gump (romanzo)
Forrest Gump è un romanzo scritto da Winston Groom pubblicato nel 1986 in cui si narrano le vicende del personaggio omonimo, un uomo con un basso quoziente d'intelligenza, soli 75 punti, ma con un incredibile percorso di vita che lo porterà a incrociare figure e a vivere eventi storici che concorreranno a influenzare la cultura popolare, pur rimanendo inconsapevole della loro importanza a causa del suo basso livello cognitivo.

## Genesi dell'opera
Groom iniziò a lavorare al romanzo nel 1985; l'idea del personaggio di Forrest Gump gli venne suggerita dal padre che gli raccontò di un ragazzo che abitava lì vicino soprannominato “lento” ma che era in grado di suonare molto bene il pianoforte. Groom la notte stessa iniziò a scrivere il romanzo, terminandone una prima bozza dopo sei settimane.

## Opere derivate
Nel 1994 è stato prodotto il film omonimo, regia di Robert Zemeckis, con Tom Hanks, Robin Wright, Sally Field; musica di Alan Silvestri.

## Edizioni in italiano
- Winston Groom, Forrest Gump, traduzione di Alessandra De Vizzi, Milano: Sonzogno, 1994
- Winston Groom, Forrest Gump, Milano: Bompiani, 1996
- Winston Groom, Forrest Gump, Traduzione di Alessandra De Vizzi, Bestsellers, Sonzogno, 2002, ISBN 978-88-454-2288-1.
- Winston Groom, Forrest Gump, Introduzione e Traduzione di Francesco Vitellini, Grandi Film, Edizioni Theoria, 2022, ISBN 978-88-5498-222-2.